# Ловиса Шведска
Ловиса Шведска, родена като Ловиса Йозефина Евгения, принцеса на Швеция и Норвегия (на шведски: Lovisa Josefina Eugenia av Sverige), известна още и като Луиза, е шведска принцеса и кралица на Дания и Исландия – съпруга на датския крал Фредерик VIII.

## Биография

### Произход и ранни години
Родена е на 31 октомври 1851 г. в кралския дворец в Стокхолм като. Тя е единствената дъщеря на шведския крал Карл XV и на нидерландската принцеса Луиза.
Детството на Ловиса преминава изключително щастливо. След смъртта на единствения ѝ брат, бащата на Ловиса започва да я възпитава като момче, поради което тя познава в по-малка степен ограниченията, на които по това време са подложени момичетата от нейния ранг, и израства като естествена и приветлива личност. Въпреки че остава единственото живо дете на родителите си, Ловиса не е обявена за наследница на шведския и норвежкия престол, и е лишена от това право в полза на чичо си Оскар.

### Кронпринцеса на Дания
На 28 юли 1869 г. Ловиса е омъжена за датския кронпринц Фредерик. Сватбата е отпразнувана в Стокхолм с изключителна помпозност, контрастираща на глада, който по това време върлува из Швеция. Бракът между Ловиса и Фредерик трябвало да послужи като повод за сближение между Дания и Швеция, чиито отношения пострадали по време на войната между Германия и Дания от 1863, когато Швеция отказва да подкрепи Дания.
Ловиса ражда на Фредерик VIII осем деца:
- Кронпринц Кристиан Датски (1870 – 1947), който се възкачва на датския престол като Кристиан X
- Принц Карл Датски (1872 – 1957), който по-късно е избран за крал на Норвегия като крал Хокон VII
- Принцеса Луиза Датска (1875 – 1906)
- Принц Харалд Датски (1876 – 1949)
- Принцеса Ингеборг Датска (1878 – 1958)
- Принцеса Тира Датска (1880 – 1945)
- Принц Густав Датски (1887 – 1944)
- Принцеса Дагмар Датска (1890 – 1961)

В новата си родина Ловиса става по-известна с името Луиза. Тя е първата шведска принцеса, която става част от датското кралско семейство от средните векове насам. В Дания Луиза се радва на изключителна популярност сред датското общество, въпреки че на нея не се гледа с добро око в кралския двор, където новата кронпринцеса среща хладно отношение от страна на свекърва си и зълвите си, в конфликтитите с които тя не получава никаква подкрепа от страна на Фредерик, а това става причина бракът между двамата да се окаже доста нещастен. Освен това, противно на очакванията, бракът на Ловиса и Фредерик не оказва никакъв политически ефект върху отношенията между Дания и Швеция.
С времето характерът на Луиза се променя – от приветлива и открита, тя става по-сдържана и строга, а безразлиието на съпруга ѝ я прави и по-религиозна. Единствената ѝ страст става възпитанието на децата ѝ, което е доста по-строго от нейното, и честите гостувания при роднини и приятели в Швеция.

### Кралица на Дания
През 1906 г. съпругът на Луиза се възкачва на датския престол, а тя е обявена за нова кралица на Дания. Като такава тя се оказва в доста неловко положение, след като през същата година Норвегия се отделя от Швеция с подкрепата на Дания, което затруднява Луиза при честите ѝ посещения в Швеция.
Като кралица Луиза се занимава изключително с благотворителна дейност, не взема дейно учатсие в дворцовия церемониал и обществените прояви и води дискретен живот, посветен на децата ѝ и интересите ѝ към изкуството, литературата и благотворителността.

### Последни години
След смъртта на Фредерик през 1912 г. Луиза се оттгля в замъка „Егелунд“, близо до Фреденсборг, където живее до края на живота си. Умира на 20 март 1926 г. в двореца „Амалиенборг“ в Копенхаген.